# 7346 Boulanger
7346 Boulanger (1993 DQ2) là một tiểu hành tinh vành đai chính được phát hiện ngày 20 tháng 2 năm 1993 bởi E. W. Elst ở Caussols.